# Görög férfi kézilabda-bajnokság (első osztály)
Az A1 Ethnikí a legmagasabb osztályú görög férfi kézilabda-bajnokság. A bajnokságot 1977 óta rendezik meg. Jelenleg tizenkét csapat játszik a bajnokságban, a legeredményesebb klub a Jonikósz Néasz Filadélfiasz és a Fíliposz Vériasz, a címvédő az Olimbiakósz Pireusz. Az első két bajnokságot még nem a Görög Kézilabda Szövetség rendezte.

## Kispályás bajnokságok
| Év   | 1. hely                     | 2. hely                     | 3. hely                     |
| ---- | --------------------------- | --------------------------- | --------------------------- |
| 1977 | Fíliposz Vériasz            | Ethnikósz Kozánisz          | Amíndasz Amindéu            |
| 1978 | Amíndasz Amindéu            | Fíliposz Vériasz            | Észperosz Theszaloníkisz    |
| 1979 | —                           |                             |                             |
| 1980 | Jonikósz Néasz Filadélfiasz | Amíndasz Amindéu            | ANO Glifádasz               |
| 1981 | Jonikósz Néasz Filadélfiasz | Athinaikósz Athinón         | Fíliposz Vériasz            |
| 1982 | Jonikósz Néasz Filadélfiasz | VAO Theszaloníkisz          | Fíliposz Vériasz            |
| 1983 | Jonikósz Néasz Filadélfiasz | Panelíniosz Athinón         | Fíliposz Vériasz            |
| 1984 | Jonikósz Néasz Filadélfiasz | Athinaikósz Athinón         | Panelíniosz Athinón         |
| 1985 | Jonikósz Néasz Filadélfiasz | Fíliposz Vériasz            | Athinaikósz Athinón         |
| 1986 | Fíliposz Vériasz            | VAO Theszaloníkisz          | ASZE Dúka                   |
| 1987 | Jonikósz Néasz Filadélfiasz | Fíliposz Vériasz            | ASZE Dúka                   |
| 1988 | Fíliposz Vériasz            | Jonikósz Néasz Filadélfiasz | MASZ Néasz Elvetíasz        |
| 1989 | Fíliposz Vériasz            | MASZ Néasz Elvetíasz        | Jonikósz Néasz Filadélfiasz |
| 1990 | Fíliposz Vériasz            | Jonikósz Néasz Filadélfiasz | Arhélaosz Katerínisz        |
| 1991 | Fíliposz Vériasz            | Jonikósz Néasz Filadélfiasz | Arhélaosz Katerínisz        |
| 1992 | Jonikósz Néasz Filadélfiasz | Fíliposz Vériasz            | ASZE Dúka                   |
| 1993 | Jonikósz Néasz Filadélfiasz | Fíliposz Vériasz            | Arhélaosz Katerínisz        |
| 1994 | Fíliposz Vériasz            | GASZ Kilkísz                | ASZE Dúka                   |
| 1995 | Fíliposz Vériasz            | Arhélaosz Katerínisz        | Vrilíszia Athinón           |
| 1996 | Vrilíszia Athinón           | Fíliposz Vériasz            | ASZE Dúka                   |
| 1997 | GE Vériasz                  | ASZSZ Xiní                  | Vrilíszia Athinón           |
| 1998 | ASZE Dúka                   | Jonikósz Néasz Filadélfiasz | GASZ Kilkísz                |
| 1999 | Jonikósz Néasz Filadélfiasz | ASZE Dúka                   | Panelíniosz Athinón         |
| 2000 | Panelíniosz Athinón         | GASZ Kilkísz                | ASZE Dúka                   |
| 2001 | ASZE Dúka                   | Fíliposz Vériasz            | GASZ Kilkísz                |
| 2002 | Panelíniosz Athinón         | ASZE Dúka                   | Fíliposz Vériasz            |
| 2003 | Fíliposz Vériasz            | Panelíniosz Athinón         | ASZE Dúka                   |
| 2004 | Panelíniosz Athinón         | Fíliposz Vériasz            | Jonikósz Néasz Filadélfiasz |
| 2005 | Athinaikósz Athinón         | Fíliposz Vériasz            | Panelíniosz Athinón         |
| 2006 | Panelíniosz Athinón         | Athinaikósz Athinón         | Fíliposz Vériasz            |
| 2007 | Panelíniosz Athinón         | Fíliposz Vériasz            | AEK Athinón                 |
| 2008 | ASZE Dúka                   | GASZ Kilkísz                | Panelíniosz Athinón         |
| 2009 | PAOK Theszaloníkisz         | Panelíniosz Athinón         | Diomídisz Árgusz            |
| 2010 | PAOK Theszaloníkisz         | Fíliposz Vériasz            | ASZE Dúka                   |
| 2011 | AEK Athinón                 | PAOK Theszaloníkisz         | ASZE Dúka                   |
| 2012 | Diomídisz Árgusz            | AEK Athinón                 | PAOK Theszaloníkisz         |
| 2013 | AEK Athinón                 | Diomídisz Árgusz            | ASZE Dúka                   |
| 2014 | Diomídisz Árgusz            | AEK Athinón                 | ASZE Dúka                   |
| 2015 | PAOK Theszaloníkisz         | Diomídisz Árgusz            | AEK Athinón                 |
| 2016 | Fíliposz Vériasz            | Diomídisz Árgusz            | PAOK Theszaloníkisz         |
| 2017 | ASZ Dikéfalosz Asztérasz    | ASZE Dúka                   | AEK Athinón                 |
| 2018 | Olimbiakósz SZF Pireusz     | AEK Athinón                 | PAOK Theszaloníkisz         |
| 2019 | Olimbiakósz SZF Pireusz     | AEK Athinón                 | Aeroposz Edeszasz           |
| 2020 | AEK Athinón                 | Olimbiakósz SZF Pireusz     | Diomídisz Árgusz            |
| 2021 | AEK Athinón                 | PAOK Theszaloníkisz         | Diomídisz Árgusz            |
| 2022 | Olimbiakósz SZF Pireusz     | AEK Athinón                 | PAOK Theszaloníkisz         |
| 2023 | AEK Athinón                 | Olimbiakósz SZF Pireusz     | PAOK Theszaloníkisz         |
| 2024 | Olimbiakósz SZF Pireusz     | AEK Athinón                 | PAOK Theszaloníkisz         |
| 2025 | Olimbiakósz SZF Pireusz     | AEK Athinón                 | Diomídisz Árgusz            |

## Lásd még
- Görög női kézilabda-bajnokság (első osztály)